# David Opatoshu
David Opatoshu, de son vrai complet David Opatovsky, né le 30 janvier 1918 à New York, dans l'État de New York, aux (États-Unis), et mort le 30 avril 1996 à Los Angeles, en Californie, aux (États-Unis), est un acteur américain.

## Biographie

### Jeunesse
David Opatovsky est né le 30 janvier 1918 à New York, dans l'État de New York, aux (États-Unis).

### Décès
David Opatoshu meurt le 30 avril 1996 à Los Angeles, en Californie, aux (États-Unis).

## Filmographie partielle

### Cinéma
- 1939 : The Light Ahead de Henry Felt et Edgar George Ulmer : Fishke (the lame)
- 1950 : Molly la meilleure des amies de Walter Hart : Mr. Dutton
- 1953 : L'Ennemi public numéro un de Henri Verneuil : Slim, le tueur à gage
- 1956 : Crowded Paradise de Fred Pressburger
- 1958 : Les Frères Karamazov de Richard Brooks : Capt. Snegiryov
- 1958 : Traquenard de Nicholas Ray : Lou Forbes, Assistant de Farrell
- 1960 : La Ruée vers l'Ouest de Anthony Mann : Sol Levy
- 1960 : Exodus de Otto Preminger : Akiva Ben Canaan
- 1961 : Le Roi des truands de Duilio Coletti : Le commissaire Natalucci
- 1961 : Le Meilleur Ennemi de Guy Hamilton : Bernasconi
- 1962 : Sept heures avant la frontière de Anthony Asquith : le président Rivera
- 1966 : Sands of Beersheba de Alexander Ramati : Daoud
- 1966 : Tarzan and the Valley of Gold de Robert Day : Augustus Vinero
- 1966 : Le Rideau déchiré de Alfred Hitchcock : M. Jacobi
- 1966 : L'Espion de Raoul Lévy : Orlovsky
- 1967 : Enter Laughing de Carl Reiner : M. Morris Kolowitz
- 1968 : L'Homme de Kiev de John Frankenheimer : Latke
- 1968 : Ha-Dybbuk de Ilan Eldad : Zadik
- 1969 : Une poignée de plombs de Don Siegel et Robert Totten : Edward Rosenblum
- 1971 : Le Roman d'un voleur de chevaux de Abraham Polonsky : Schloime Kradnik
- 1978 : Les Guerriers de l'enfer de Karel Reisz : Bender
- 1979 : In Search of Historic Jesus de Henning Schellerup : Herod
- 1979 : Americathon (en) de Neal Israel : Abdul Muhammad
- 1980 : Les forces de l'au-delà (titre original : Beyond Evil ) de Herb Freed  : Dr. Solomon
- 1982 : L'Exécuteur de Hong Kong de James Fargo : Sam Paschal
- 1982 : Forty Days of Musa Dagh de Sarky Mouradian : Henry Morgenthau, Sr.

### Télévision

#### Séries télévisées
- 1949 : Studio One : The Dybbuk (saison 1 épisode 16) : Reb Sender
- 1949 : Studio One : June Moon (saison 1 épisode 19) : Window Washer
- 1949 : Studio One : Mary Poppins (saison 2 épisode 15) : Bert - the Match Man
- 1950 : Studio One : Riviera (saison 2 épisode 17)
- 1951 : Danger : Mr. John Nobody (saison 1 épisode 25)
- 1952 : Goodyear Television Playhouse (en) : Holiday Song (saison 2 épisode 1) : George
- 1952 : Studio One : The Hospital (saison 5 épisode 11) :Morris
- 1953 : The Goldbergs : Simon's Maid and Butler : Harry
- 1953 : Bonino : Walter Rogers
- 1953 : The Philco Television Playhouse : The Reluctant Citizen (saison 5 épisode 13)
- 1953 : The Philco Television Playhouse : The Big Deal (saison 5 épisode 29) : Joe Manx
- 1953 : The Philco Television Playhouse : Holiday Song (saison 5 épisode 33)
- 1954 : Danger : Live and Let Live (saison 4 épisode 30)
- 1954 : Inner Sanctum : Nobody Laughs at Lou (saison 1 épisode 25) : Barney
- 1954 : The Philco Television Playhouse : The Mother (saison 6 épisode 14) : Boss
- 1954 : The Philco Television Playhouse : The Man in the Middle of the Ocean (saison 6 épisode 24) : Colie
- 1954 : Studio One' : Side Street (saison 6 épisode 24)
- 1955 : The Philco Television Playhouse : A Business Proposition (saison 8 épisode 4)
- 1955 : The Philco Television Playhouse : One Mummy Too Many (saison 8 épisode 6)
- 1955 : Goodyear Television Playhouse (en) : One Mummy to Many (saison 5 épisode 6)
- 1955 : The United States Steel Hour (en) : Six O'Clock Call (saison 2 épisode 11) : Simon Wechsler
- 1956 : The Alcoa Hour (en) : Finkle's Comet (saison 1 épisode 13) : Morris Finkle
- 1956 : The United States Steel Hour (en) : Wetback Run (saison 4 épisode 4) : Mr. Torres
- 1957 : The Big Story : House Divided (saison 8 épisode 9) : Juan Martinez
- 1957 : Producers' Showcase : Mayerling (saison 3 épisode 6)
- 1957 : Studio One' : The Hollywood Complex (saison 9 épisode 19) : Sam
- 1957 : Studio One' : The Rice Sprout Song (saison 9 épisode 27) : Big Uncle
- 1957 : Playhouse 90 : The Fabulous Irishman (saison 1 épisode 39)
- 1957 : Playhouse 90 : A Sound of Different Drummers (saison 2 épisode 4) : Ellis
- 1958 : Zane Grey Theater  : Wire (saison 2 épisode 17) : Dave Purcell
- 1958 : The Walter Winchell File : Silent City (saison 1 épisode 23) : Triple A
- 1958 : General Electric Theater : No Hiding Place (saison 6 épisode 26) : Moe
- 1958 : The Court of Last Resort : The Allen Cutler Case (saison 1 épisode 26) : Allen Cutler
- 1958 : Decision : Man Against Crime (saison 1 épisode 12) : Sam Mitschener
- 1958 : Alfred Hitchcock présente : Le Mauvais Cheval ou À cheval (On the Nose) (saison 3 épisode 20) : Mr. Cooney
- 1959 : Behind Closed Doors : The Meeting (saison 1 épisode 21) : Vilmos Kranitz
- 1959 : The Ann Sothern Show : The Square Peg (saison 1 épisode 28) : Lucosh the Waiter
- 1959 : Five Fingers : Station Break (saison 1 épisode 1) : Gorog
- 1959 : Sunday Showcase : What Makes Sammy Run?: Part 1 (saison 1 épisode 2) : Sidney Fineman
- 1959 : Sunday Showcase : What Makes Sammy Run?: Part 2 (saison 1 épisode 3) : Sidney Fineman
- 1959 : Aventures dans les îles : Le Rideau de bambou (The Bamboo Curtain) (saison 1 épisode 10) : Paul Broussard
- 1960 : Alcoa Presents: One Step Beyond : Earthquake (saison 2 épisode 17) : Gerald Perkins
- 1961 : Play of the Week : He Who Gets Slapped (saison 2 épisode 19) : Manchini
- 1962 : Alfred Hitchcock présente : Strange Miracle (saison 7 épisode 19) : Pedro Sequiras
- 1962 : Alcoa Premiere (en) : The Potentate (saison 2 épisode 12) : Andreas Vrim
- 1963 : La Quatrième Dimension : La Vallée de l'ombre (saison 4 épisode 3) : Dorn
- 1963 : The Nurses : The Saturday Evening of Time (saison 1 épisode 23) : Edward Pryor
- 1963 : The DuPont Show of the Week : The Triumph of Gerald Q. Wert (saison 2 épisode 18) : Général Crayton
- 1964 : Suspicion : The Magic Shop (saison 2 épisode 13) : M. Dulong
- 1964 : Bob Hope Presents the Chrysler Theatre : Two Is the Number (saison 1 épisode 15) : Anton Dworak
- 1964 : Au-delà du réel : La Visite des Luminois (A Feasibility Study) (saison 1 épisode 29) : Ralph Cashman
- 1964 : Brenner : The Vigilantes (saison 2 épisode 3) : Martin Wheeler
- 1964 : Voyage au fond des mers : Le Prix du destin (The Price of Doom) (saison 1 épisode 5) : Reisner
- 1964 : Tom, Dick and Mary : Hail! Dick the King (saison 1 épisode 11) : M. Taghoe
- 1965 : Profiles in Courage : Robert A. Taft (saison 1 épisode 8) : Professeur Goldman
- 1965 : Les Accusés : The Unwritten Law (Saison 4 épisode 18) : Leo Rolf
- 1965 : Perry Mason : The Case of the Feather Cloak (Saison 8 épisode 9) : Gustave Heller [1]
- 1965 : The Farmer's Daughter : Katy's New Job (Saison 2 épisode 26) : Lowell
- 1965 : Des agents très spéciaux : Un espion de trop - 1re partie (Alexander the Greater Affair: Part One) (saison 2 épisode 1) : M. Kavon
- 1965 : Des agents très spéciaux : Un espion de trop - 2de partie (Alexander the Greater Affair: Part Two) (saison 2 épisode 2) : M. Kavon
- 1965 : Le Jeune Docteur Kildare : Life in the Dance Hall (saison 5 épisode 6) : Fred Kirsh
- 1965 : Le Jeune Docteur Kildare : The Life Machine (saison 5 épisode 13) : Fred Kirsh
- 1965 : Le Jeune Docteur Kildare : Toast the Golden Couple (saison 5 épisode 14) : Fred Kirsh
- 1965 : Le Jeune Docteur Kildare : Wives and Losers (saison 5 épisode 15) : Fred Kirsh
- 1965 : Le Jeune Docteur Kildare : Welcome Home, Dear Anna (saison 5 épisode 16) : Fred Kirsh
- 1965 : Le Jeune Docteur Kildare : A Little Child Shall Lead (saison 5 épisode 17) : Fred Kirsh
- 1965 : Le Jeune Docteur Kildare : Hour of Decision (saison 5 épisode 18) : Fred Kirsh
- 1965 : Le Jeune Docteur Kildare : Aftermath (saison 5 épisode 19) : Fred Kirsh
- 1965 : Match contre la vie : A Girl Named Sorrow (saison 1 épisode 10) : Dave Kafka / Mannheim
- 1965 : The Loner (en) : Westward, the Shoemaker (saison 1 épisode 11) : Hyman Rabinovitch
- 1966 : Honey West : King of the Mountain (saison 1 épisode 18) : Kelso King
- 1966 : Sur le pont, la marine ! : Binghamton at 20 Paces (saison 4 épisode 29) : Comte Cesare Spinetti
- 1966 : Daktari : Le Diplomate apprivoisé (Crisis at the Compound) (saison 1 épisode 13) : Ramzi Hassan
- 1966 : Au cœur du temps : Le Règne de la terreur (saison 1 épisode 10) : Le commerçant
- 1966 : Sur la piste du crime : Vendetta (saison 2 épisode 9) : Wilhelm von Fossburg
- 1967 : Les Espions : Tonia (Tonia) (saison 2 épisode 17) : Zugman
- 1967 : Maya : Mirrcan's Magic Circus (saison 1 épisode 13) : Mirrcan
- 1967 : Mr. Terrific : I Can't Fly (saison 1 épisode 3) : Psychiatre
- 1967 : Star Trek : Échec et Diplomatie (saison 1 épisode 23) : Anan 7
- 1967 : Brigade criminelle : An Arrangement with Death: Part 1 (saison 2 épisode 13) : Carl Luther
- 1967 : Brigade criminelle : An Arrangement with Death: Part 2 (saison 2 épisode 14) : Carl Luther
- 1967 : Mission impossible : Le jugement (saison 1 épisode 18) : Anton Kudnov
- 1967 : Daniel Boone : Secret Code (saison 4 épisode 13) : Philip Cobb
- 1968 : Les Règles du jeu : The Ordeal (saison 1 épisode 10) : Arthur Serokin
- 1968 : Sur la piste du crime : Homecoming (saison 3 épisode 18) : Martin Bergstrom
- 1969 : Mannix : Elle transporte des montagnes (A Pittance of Faith) (saison 2 épisode 14) : M. Lardelli
- 1969 : La Nouvelle Équipe : Captain Greer, Call Surgery (saison 1 épisode 24): M. Butorac
- 1969 : Opération vol : Payoff in the Piazza (saison 3 épisode 8) : Général Feng
- 1969 : L'Homme de fer : L'Chayim (L'Chayim) (saison 3 épisode 12) : Rabbi Farber
- 1969 : Mission impossible : De l'or... pour des prunes (Fool's Gold) (saison 4 épisode 5) : Premier Roshkoff
- 1969 : Hawaï police d'État : Face au dragon (Face of the Dragon) (saison 1 épisode 17) : Shen Yu-Lan
- 1970 : Les Règles du jeu : The Takeover (saison 2 épisode 17) : Anartha
- 1970 : Mission impossible : La Terreur (Terror) (saison 4 épisode 20) : Ahmed Vassier
- 1970 : Daniel Boone : The Homecoming (saison 6 épisode 23) : Tamenund
- 1970 : Sur la piste du crime : Pressure Point (saison 5 épisode 21) : Nolan Crist
- 1970 : Médecins d'aujourd'hui : The Rebel in White (saison 1 épisode 25) : Dr Arthur Komer
- 1971 : Hawaï police d'État : Marché de dupes (A Matter of Mutual Concern) (saison 4 épisode 11) : Li Wing
- 1971 : Médecins d'aujourd'hui : The Corrupted (saison 3 épisode 2) : Oscar Havlicek
- 1972 : Les Rues de San Francisco : Trente ans de service (The Thirty-Year Pin) (saison 1 épisode 2) : Joseph Beemer, Joaillier
- 1972 : Sur la piste du crime : The Gopher (saison 8 épisode 5) : Edgar Robson
- 1973 : Médecins d'aujourd'hui : Nightmare (saison 5 épisode 11) : Goldstein
- 1974 : Needles and Pins : No Way to Treat a Relative (saison 1 épisode 12) : Leo
- 1975 : Médecins d'aujourd'hui : The Price of a Child (saison 7 épisode 7) : Emir
- 1975 : L'Homme invisible : L’Aveugle (Sight Unseen) (saison 1 épisode 7) : Capas
- 1976 : Harry O : Past Imperfect (saison 2 épisode 16) : Sam Mirakian
- 1976 : Section 4 : The Running Man - Part 1 (saison 2 épisode 16)
- 1976 : Section 4 : The Running Man - Part 2 (saison 2 épisode 17)
- 1976 : The Blue Knight : Snitch's Karma (saison 1 épisode 9)
- 1976 : Kojak : Pour et contre la loi (Both Sides of the Law) (saison 3 épisode 23) : Dr Anton Valentine
- 1976 : Executive Suite : Re: Power Play (saison 1 épisode 7) : Dr Gould
- 1976 : Executive Suite : Re: The Sounds of Silence (saison 1 épisode 10) : Dr Gould
- 1976 : Sergent Anderson : Génération du mal (Generation of Evil) (saison 2 épisode 20) : Morrie Hirsch
- 1977 : L'Homme qui valait trois milliards : Danny's Inferno (saison 4 épisode 15) : Policier
- 1977 : Super Jaimie : Alex - 1re partie (Doomsday Is Tomorrow - Part 1) (saison 2 épisode 14) : M. Satari
- 1977 : Super Jaimie : Alex - 2e partie (Doomsday is Tomorrow - Part 2) (saison 2 épisode 15) : M. Satari
- 1977 : The Hardy Boys/Nancy Drew Mysteries : The Disappearing Floor (saison 1 épisode 5) : Professeur Desmond
- 1977 : We've Got Each Other : The Long Vacation (saison 1 épisode 12) : Guttman
- 1978 : Sergent Anderson : Traite des blanches (The Young and the Fair) (saison 4 épisode 13) : Victor
- 1978 : La Petite Maison dans la prairie : L'Adieu (2/2) (I'll Be Waving As You Drive Away: Part 2) (saison 4 épisode 22) : Taylor Nash
- 1978 : L'Île fantastique : Le Séducteur / L'Espoir (Best Seller / The Tomb) (saison 2 épisode 4) : Abdul Kameel
- 1979 : Salvage 1 : The Bugatti Treasure (saison 1 épisode 5) : Max Jacoby
- 1979 : The Secret Empire (en) : Powerhouse (saison 1 épisode 10) : Hator
- 1979 : The Secret Empire (en) : Escape to the Stars (saison 1 épisode 12) : Hator
- 1979 : Greatest Heroes of the Bible : Sodom and Gomorrah : Hasdrugar
- 1979 : Quincy : By the Death of a Child (saison 5 épisode 3) : Boutillier
- 1980 : Trapper John, M.D. : Strike! (saison 1 épisode 18) : Harry Weintraub
- 1980 : Hagen : Nightmare (saison 1 épisode 6) : Krasic
- 1981 : Buck Rogers au XXVe siècle : Time of the Hawk (saison 2 épisode 1) : Llamajuna [2]
- 1981 : Masada : épisodes 1, 2, 3 et 4 : Simon
- 1983 : Hôtel : Charades (saison 1 épisode 4) : Jacob Ben-Goz
- 1984 : The Paper Chase : Limits (saison 2 épisode 13) : Professeur Grey
- 1984 : Le Juge et le Pilote : Le jour J (D-Day) (saison 2 épisode 4) : Gus Rossman
- 1985 : Falcon Crest :Acid Tests (saison 4 épisode 17) : Alexander Nicolau
- 1989 : Alien Nation : The Night of the Screams (saison 1 épisode 7) : Paul Revere
- 1991 : Gabriel Bird : A Prayer for the Goldsteins (saison 1 épisode 18) : Max Goldstein
- 1991 : Stat : Fantasy (saison 1 épisode 2) : Sidney Wolff

#### Téléfilms
- 1958 : Where Is Thy Brother? de Ernest Kinoy: Father
- 1968 : The Smugglers de Norman Lloyd : Alfredo Faggio
- 1969 : D.A.: Murder One de Boris Sagal : Dr Rudolph Grainger
- 1971 : Incident in San Francisco de Don Medford : Herschel Roman
- 1973 : L'Homme qui s'appelait Jean de Buzz Kulik : Rabbi Isaac Herzog
- 1975 : Conspiracy of Terror de John Llewellyn Moxey : Arthur Horowitz
- 1976 : Francis Gary Powers: The True Story of the U-2 Spy Incident de Delbert Mann : Grinev
- 1976 : Raid sur Entebbe de Irvin Kershner : Menachem Begin
- 1978 : Ziegfeld: The Man and His Women (en) de Buzz Kulik : Père de Flo
- 1982 : Flash Gordon: The Greatest Adventure of All de Gwen Wetzler : voix de Vultan
- 1986 : État de crise (titre original : Under Siege) de Roger Young : Ambassadeur Sajid Moktasanni
- 1987 : Conspiracy: The Trial of the Chicago 8 de Jeremy Kagan : Juge Julius Hoffman